# Kopparstaden
Kopparstaden AB är Faluns allmännyttiga bostadsbolag som ägs av Falu kommun. Bolaget äger och förvaltar cirka 6000 lägenheter och 500 kommersiella lokaler över hela kommunen.. Var femte falubo bor hos Kopparstaden. Kopparstaden AB har över hundra anställda.
Stiftelsen Kopparstaden startade sin verksamhet 1947. Det första hyreshus som Stiftelsen Kopparstaden byggde var Linnéplan år 1947med totalt 60 lägenheter. Nästa projekt var Kvarnberget med 493 lägenheter byggda mellan åren 1948 och 1955.